# 259 Aletheia
259 Aletheia è un asteroide della fascia principale del diametro medio di circa 178,6 km. Scoperto nel 1886, presenta un'orbita caratterizzata da un semiasse maggiore pari a 3,1388141 UA e da un'eccentricità di 0,1219450, inclinata di 10,81809° rispetto all'eclittica.
Il suo nome è dedicato alla dea greca Aletheia.